# Ścibórz
Ścibórz (deutsch Stübendorf) ist ein Ort in der Stadt- und Landgemeinde Paczków m Powiat Nyski der Woiwodschaft Opole in Polen.  	

## Geographie

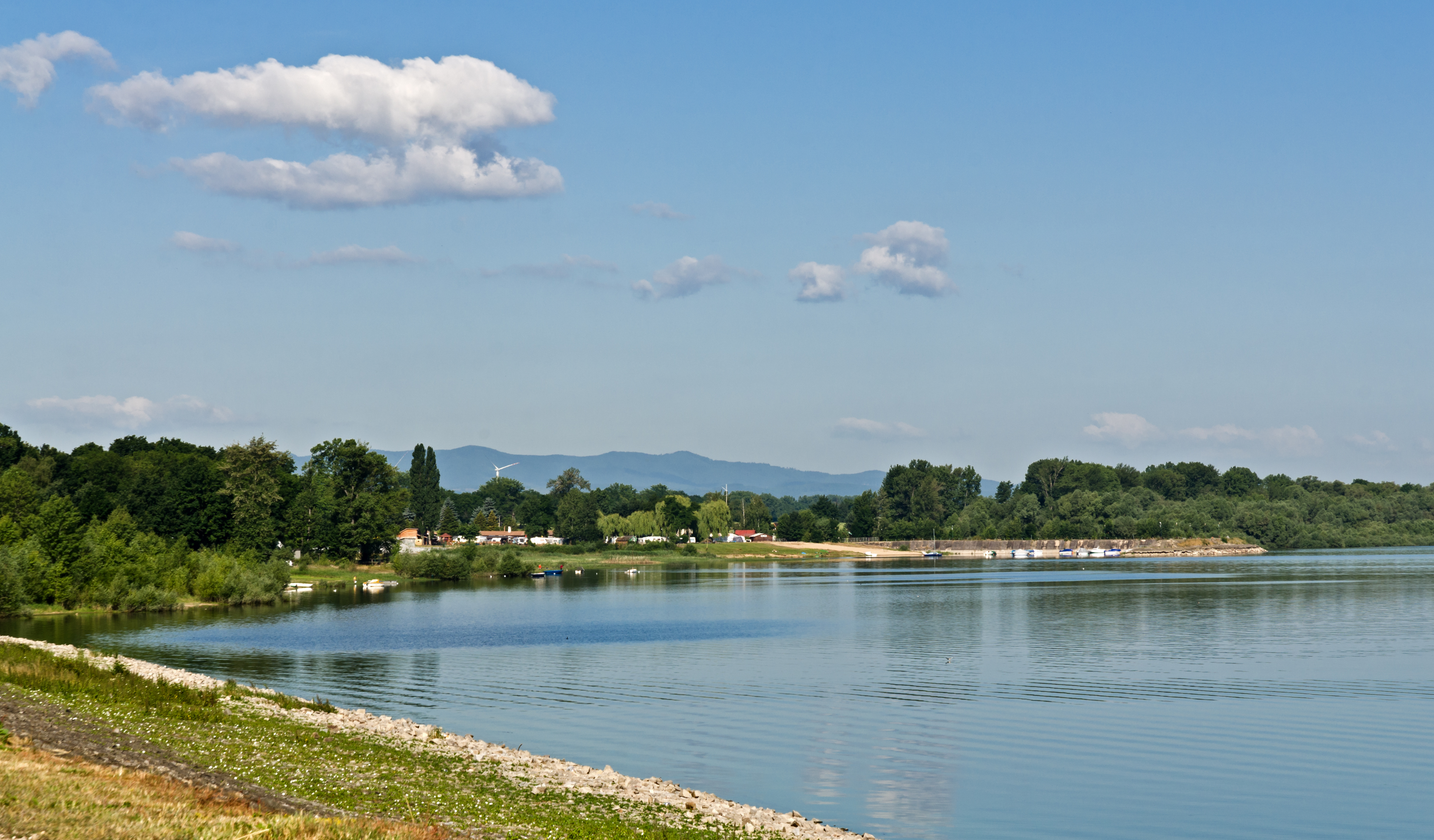
Ottmachauer Stausee mit Blick auf Ścibórz

Das Straßendorf Ścibórz liegt etwa acht Kilometer östlich von Paczków (Patschkau), 17 Kilometer südwestlich von Nysa (Neisse) und 70 Kilometer südwestlich von Opole (Opole) am Südufer des Ottmachauer Stausees. Südlich des Dorfes fließt der Krebsbach. Durch den Ort verläuft die Landesstraße Droga krajowa 46.
Nachbarorte sind im Osten Frydrychów (Friedrichseck), Meszno (Mösen) im Südosten, Trzeboszowice (Schwammelwitz) im Südwesten und Wilamowa (Alt-Wilmsdorf) im Westen.

## Geschichte

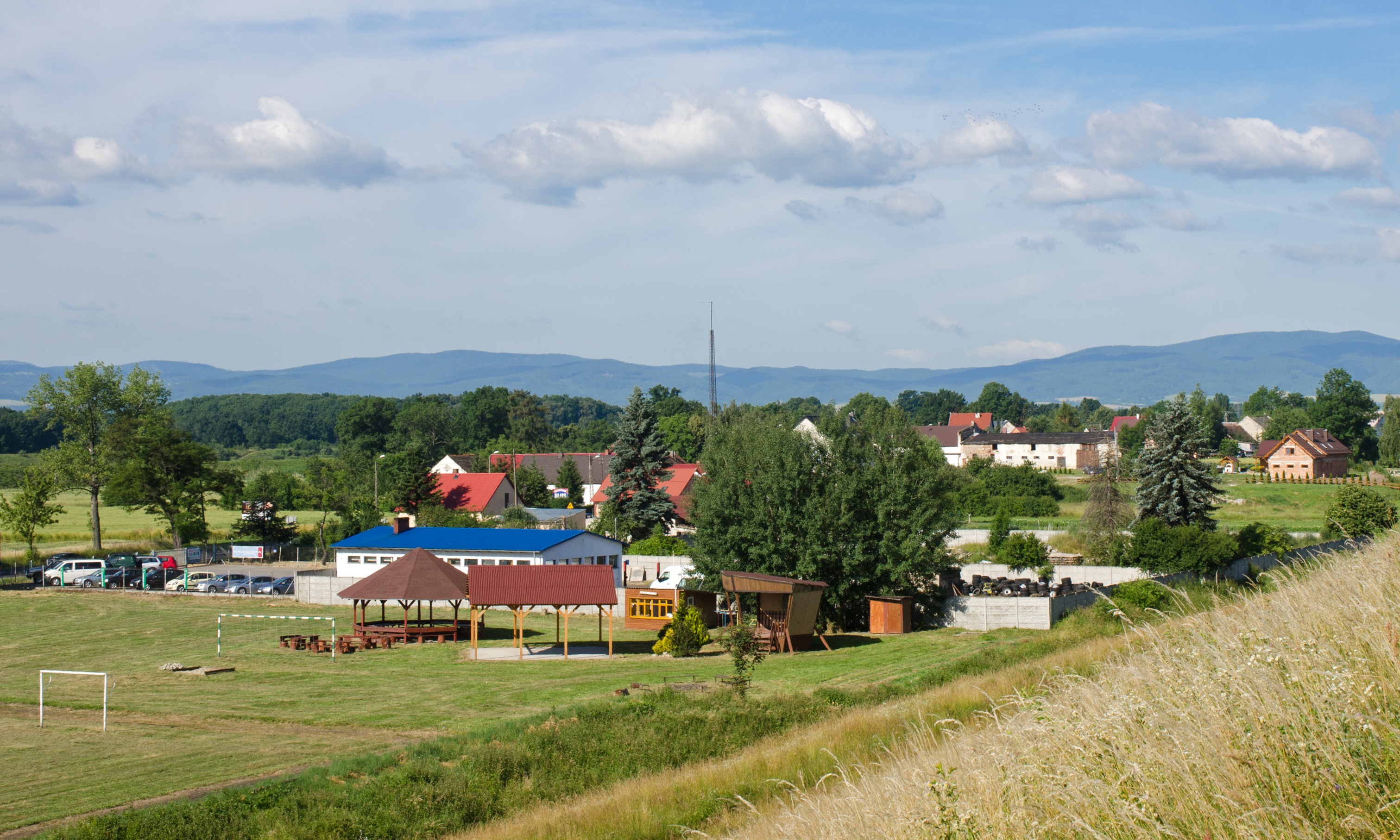
Blick über Ścibórz

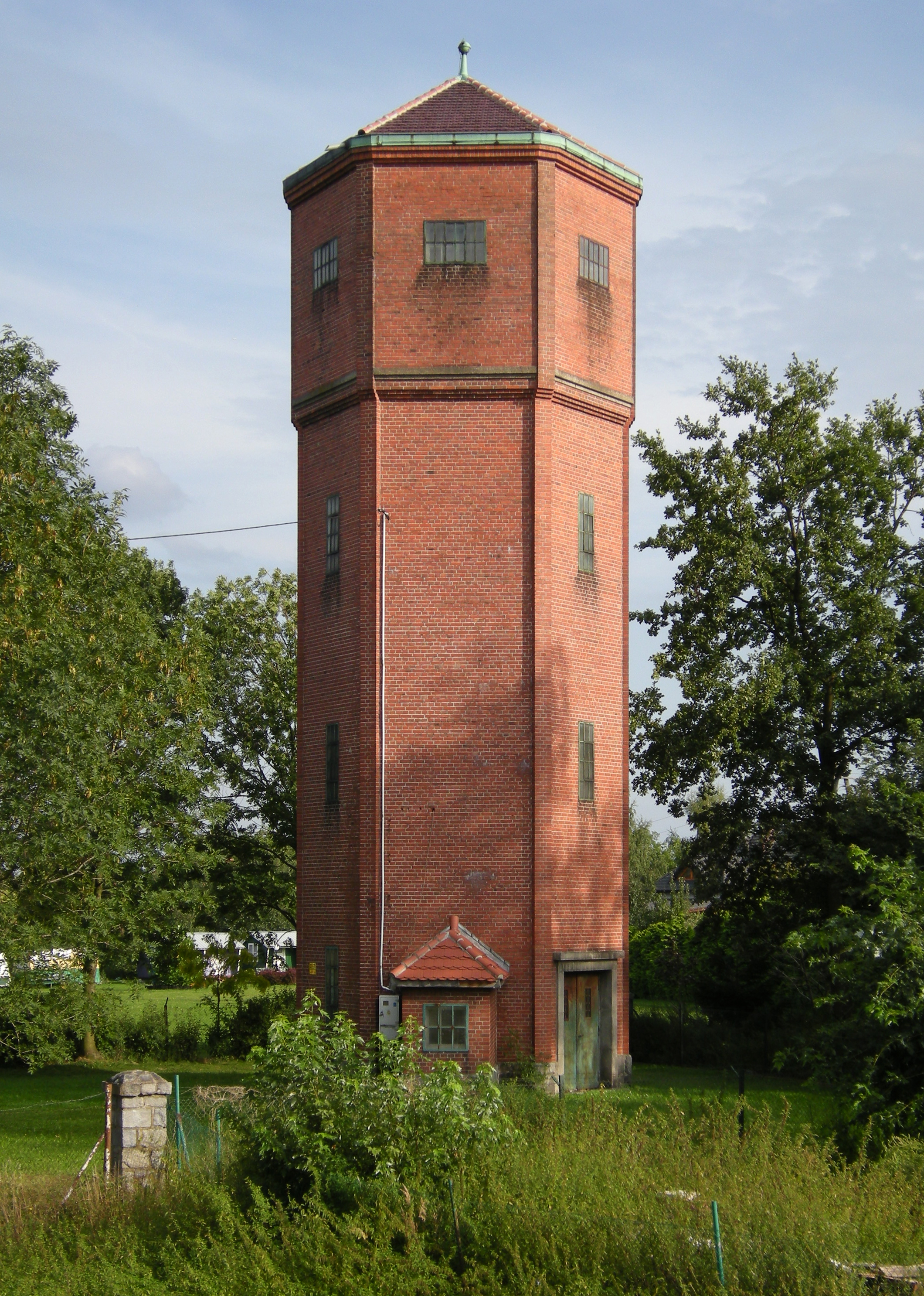
Wasserturm

„Stibornsdorf“ wurde erstmals im Breslauer Zehntverzeichnis Liber fundationis episcopatus Vratislaviensis aus den Jahren 1295–1305 erwähnt. Ab 1342 gehörte es zum geistlichen Fürstentum Neisse. Anfang des 15. Jahrhunderts bestand aus es 14 Hufen. 1473 wurde „Stiberdorf“ nach Deutschem Recht umgesetzt.
Nach dem Dreißigjährigen Krieg wurden hier Soldaten angesiedelt.
Nach dem Ersten Schlesischen Krieg 1742 gelangte Stübendorf mit dem größten Teil Schlesiens an Preußen.
Nach der Säkularisation des Fürstentums Neisse 1810 wurde die weltliche Herrschaft der Breslauer Bischöfe beendet. Mit der Neugliederung Schlesiens 1813 wurde Stübendorf, das bis dahin zum Regierungsbezirk Breslau gehörte, dem Regierungsbezirk Oppeln eingegliedert. Ab 1816 gehörte es zum neu errichteten Landkreis Neisse, mit dem es bis 1945 verbunden blieb. 1845 bestanden im Dorf zwei Vorwerke und 51 weitere Häuser. Die Einwohnerzahl lag bei 315, davon neun evangelisch. Eingepfarrt waren die Bewohner nach Schwammelwitz. 1855 lebten 309  Menschen in Stübendorf. 1865 bestanden im Ort 23 Gärtner- und 20 Häuslerstellen sowie eine Wassermühle. 1874 wurde der Amtsbezirk Schwammelwitz gegründet, dem die Landgemeinden Heinersdorf, Schwammelwitz und Stübendorf sowie die Gutsbezirke Fürstenvorwerk, Schwammelwitz, Schwammelwitz, Forst und Stübendorf eingegliedert wurden. 1885 zählte Stübendorf 269 Einwohner.
1925 lebten 291 Menschen in Stübendorf. Mit der Fertigstellung und Flutung des Ottmachauer Staubeckens 1933 mussten einige Teile des Dorfes aufgegeben werden. 1935 wurde der noch bestehende Dorfteil nach Schwammelwitz eingemeindet. 1939 zählte der Ortsteil 220 Einwohner.
Als Folge des Zweiten Weltkriegs fiel Stübendorf 1945 mit dem größten Teil Schlesiens an Polen. Nachfolgend wurde in Ścibórz umbenannt und der Woiwodschaft Schlesien angeschlossen. Die deutsche Bevölkerung wurde, soweit sie nicht vorher geflohen war, vertrieben. Die neu angesiedelten Bewohner waren teilweise Zwangsumgesiedelte aus Ostpolen, das an die Sowjetunion gefallen war.
1950 wurde es der Woiwodschaft Opole eingegliedert. Seit 1999 gehört es zum Powiat Nyski. Bis 2008 war Frydrychów (Friedrichseck) ein Ortsteil von Ścibórz.

## Sehenswürdigkeiten
- Das Schloss Stübendorf ist ein barockes zweigeschossiges Herrschaftsgebäude mit hohem Walmdach. Es wurde 1668 für Johann Heinrich Heymann als Landsitz errichtet.[9] Seit 1964 steht es unter Denkmalschutz.[10]
- Der Wasserturm wurde 1931 errichtet.[11]
- Wegekapelle mit Statue des böhmischen Landesheiligen Johann Nepomuk.

### Einwohnerentwicklung
Einwohner und Häuser:
1784:   37 Stellen
1845:   315 Einwohner, 51 Häuser
1895:   285 Einwohner, 56 Häuser, 81 Haushalte
1939:   220 Einwohner, 63 Haushalte

## Vereine
- Fußballverein LZS Trzeboszowice-Ścibórz

## Persönlichkeiten
- Johann VI. von Sitsch (1552–1608), Bischof von Breslau